# Warenton
Warenton är en ort i civil parish Belford, i grevskapet Northumberland i England. Orten är belägen 12 km från Wooler. Warenton var en civil parish från 1866 till 1955 då orten uppgick i Belford. Som civil parish hade Warenton 66 invånare år 1951.